# Eino Iisakki Järvinen
Eino Iisakki Järvinen, född 17 november 1896, död 19 november 1955, var finländsk sjömilitär.
Eino Iisakki Järvinen blev kustartilleriofficer 1918, överste 1932 och generalmajor 1944. Han deltog i finska inbördeskriget, var 1927–1939 chef för 3:e kustartilleriregementet samt under andra världskriget chef för kustförsvaret i Ladoga 1939–1943 och i Onega 1943–1944. Järvinen blev 1944 chef för Åbo kustartilleriregemente, 1945 inspektör för kustartilleriet samt var från 1946 chef för marinen.